# Aeonium davidbramwellii
Aeonium davidbramwellii is een overblijvende plant uit de vetplantenfamilie (Crassulaceae). De plant is endemisch op het Canarische eiland La Palma.

## Naamgeving enetymologie
- Spaans: Bejeque palmero

De botanische naam Aeonium is afgeleid uit het Oudgriekse αἰώνιος, aiōnios (eeuwig), naar de overblijvende bladeren. De soortaanduiding davidbramwellii is een eerbetoon aan David Bramwell (1942), Brits botanicus en directeur van de Jardín Botánico Canario Viera y Clavijo op Gran Canaria.
De eerste beschrijving van de plant gebeurde in 1989 door Ho-Yih Liu.

## Kenmerken
Aeonium davidbramwellii is een overblijvende, kruidachtige plant met een korte stengel en een schotelvormig bladrozet van spatelvormige, gladde en behalve aan de rand onbehaarde bladeren die grijsgroen en meestal rood aangelopen zijn.
De bloeiwijze is een rechtopstaande tros met witte bloemen.
De plant bloeit in het voorjaar.

## Habitaten verspreiding
Aeonium davidbramwellii groeit op zonnige of licht beschaduwde plaatsen op verweerde vulkanische bodem.
De plant is endemisch op La Palma, waar zij tot op een hoogte van duizend meter te vinden is.

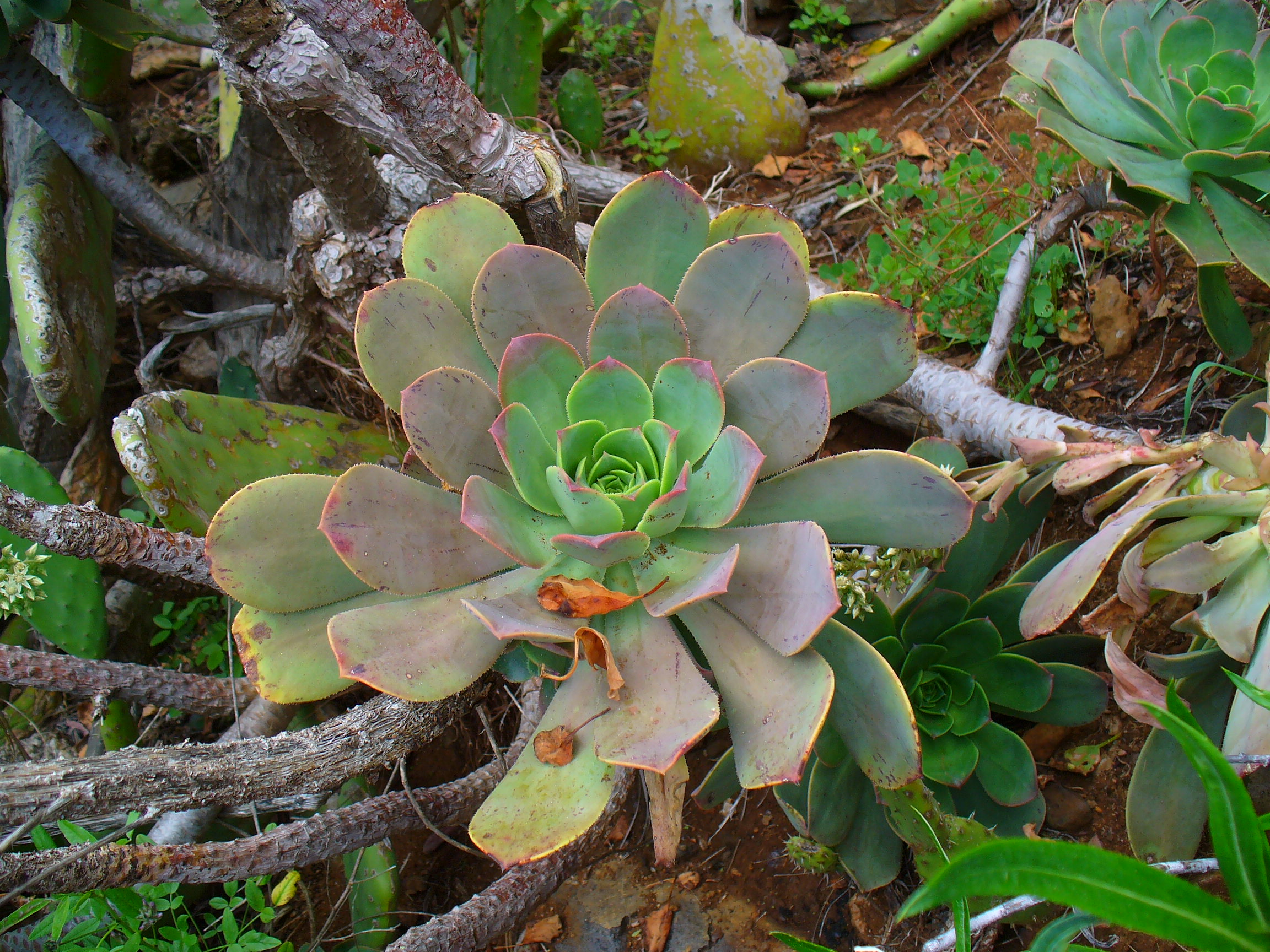
detail bladrozet
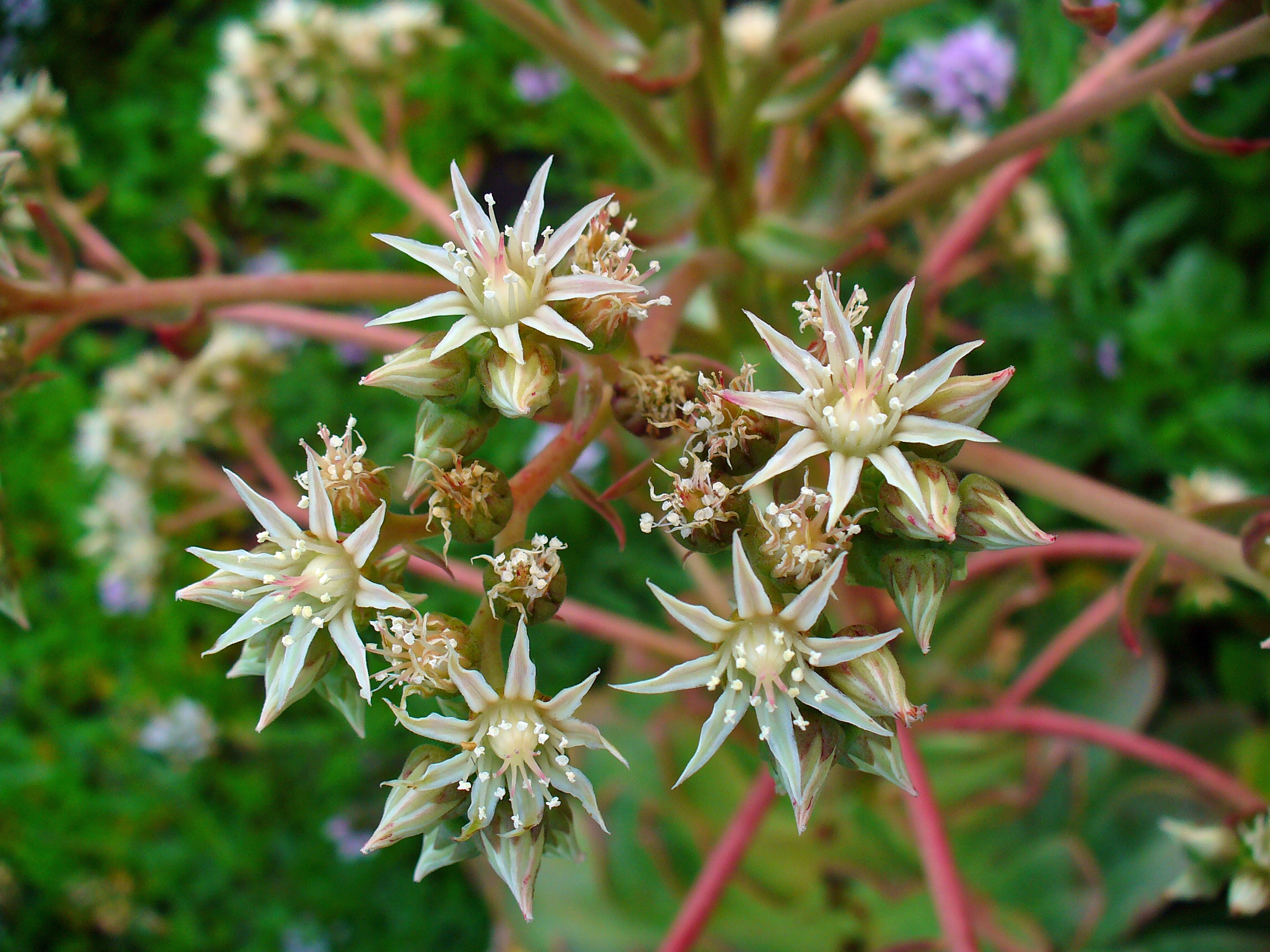
detail bloeiwijze

... · 
A. arboreum · 
A. canariense · 
A. davidbramwellii · 
A. glandulosum · 
A. glutinosum · 
A. goochiae · 
A. hierrense · 
A. nobile · 
A. sedifolium · 
A. spathulatum · 
...